# Магомедов, Рашид Магомедгаджиевич
Рашид Магомедгаджиевич Магомедов (род. 14 мая 1984 год; Маджалис, Дагестанская АССР, СССР) — российский боец смешанного стиля, выступающий в лёгкой весовой категории. Бывший чемпион M-1 Challenge. Установил рекорд в UFC, победив Элиаса Силвериу на UFC Fight Night: Machida vs. Dollaway 20 декабря 2014 года нокаутом за 3 секунды до окончания боя, что стало самым поздним нокаутом за всю историю трёхраундовых боев UFC.

## Биография
Родился 14 мая 1984 года в селе Маджалис Кайтагского района Дагестанской АССР. По национальности — даргинец. С детства занимался разными видами единоборств, вначале каратэ, затем боксом, и кикбоксингом. В каждом из этих видов спорта становился победителем республиканских соревнований. Во время прохождения срочной службы в армии Магомедов выступал в соревнованиях по армейскому рукопашному бою, в 2004 году стал чемпионом России в этом виде спорта.

## Смешанные единоборства
Начал выступать в смешанных единоборствах с 2008 года за клуб «Горец» (Дагестан). Тренером спортсмена стал Мусаил Алаудинов. В 2009 году стал Чемпионом M-1 Selection России в составе команды «Горец». Принимал участие в нескольких турнирах M-1 Challenge. В марте 2012 года завоевал титул чемпиона мира по версии M-1 Global на турнире M-1 Challenge 31, проходившем в Санкт-Петербурге одолев в пятираундовом бою бойца из Швейцарии Ясуби Эномото (Yasubey Enomoto).
15 ноября 2012 года защитил титул победив в пятираундовом бою Александра Яковлева.
После гибели тренера — Мусаила Алаутдинова — в карьере спортсмена наступил перерыв продолжительностью около года.
В декабре 2013 года стало известно о том, что карьера Рашида продолжится в США в международной организации UFC. В 2014 году успешно дебютировал в UFC, победив Тони Мартина. Боец выступавший в лёгком весе, начал свой второй сезон с уверенной победы по очкам над Лоиком Раджабовым(11-0).

## Таблица выступлений
| Боёв 32  | Побед 25 | Поражений 6 |
| -------- | -------- | ----------- |
| Нокаутом | 9        | 0           |
| Сдачей   | 1        | 0           |
| Решением | 15       | 6           |
| Ничьи    | 1        | 1           |

| Результат | Рекорд | Соперник               | Способ                               | Турнир                                                              | Дата             | Раунд | Время | Место                   | Примечание                                    |
| --------- | ------ | ---------------------- | ------------------------------------ | ------------------------------------------------------------------- | ---------------- | ----- | ----- | ----------------------- | --------------------------------------------- |
| Поражение | 25-6-1 | Александр Сарнавский   | Раздельное решение                   | ACA 129: Сарнавский - Магомедов                                     | 24 сентября 2021 | 3     | 5:00  | Москва, Россия          |                                               |
| Победа    | 25-5-1 | Мухамед Коков          | Раздельное решение                   | ACA 120: Фроес - Хасбулаев                                          | 26 марта 2021    | 3     | 5:00  | Санкт-Петербург, Россия |                                               |
| Победа    | 24-5-1 | Артём Дамковский       | Единогласное решение                 | ACA 113: Керефов - Гаджиев                                          | 6 ноября 2020    | 3     | 5:00  | Москва, Россия          |                                               |
| Поражение | 23-5-1 | Ахмет Алиев            | Единогласное решение                 | PFL 8: сезон 2019                                                   | 7 октября 2019   | 2     | 5:00  | Лас-Вегас, США          |                                               |
| Поражение | 23-4-1 | Нейт Эндрюс            | Единогласное решение                 | PFL 5                                                               | 25 июля 2019     | 3     | 5:00  | Атлантик-Сити, США      | Второй этап PFL 2019 в лёгком весе.           |
| Победа    | 23-3-1 | Лоик Раджабов          | Единогласное решение                 | PFL 13                                                              | 23 мая 2019      | 3     | 5:00  | Юниондейл, США          | Стартовый этап PFL 2019 в лёгком весе.        |
| Поражение | 22-3-1 | Нейтан Шульте          | Единогласное решение                 | PFL 11                                                              | 31 декабря 2018  | 5     | 5:00  | Нью-Йорк, США           | Финал плей-офф PFL в лёгком весе.             |
| Победа    | 22-2-1 | Тиагу Таварис          | TKO (удары руками)                   | PFL 9                                                               | 13 октября 2018  | 2     | 3:36  | Лонг-Бич, США           | Полуфинал плей-офф PFL в лёгком весе.         |
| Ничья     | 21-2-1 | Уилл Брукс             | Единогласное решение                 | PFL 9                                                               | 13 октября 2018  | 2     | 5:00  | Лонг-Бич, США           | Четвертьфинал плей-офф PFL в лёгком весе.     |
| Победа    | 21-2   | Луис Фирмину           | Единогласное решение                 | PFL 5                                                               | 2 августа 2018   | 3     | 5:00  | Юниондейл, США          |                                               |
| Победа    | 21-2   | Бобби Грин             | Раздельное решение                   | UFC on Fox: Johnson vs. Reis                                        | 15 апреля 2017   | 3     | 5:00  | Канзас-Сити, США        |                                               |
| Поражение | 20-2   | Бенеил Дариюш          | Единогласное решение                 | The Ultimate Fighter Latin America 3 Finale: dos Anjos vs. Ferguson | 5 ноября 2016    | 3     | 5:00  | Мехико, Мексика         |                                               |
| Победа    | 20-1   | Гилберт Бёрнс          | Единогласное решение                 | UFC Fight Night: Belfort vs. Henderson 3                            | 7 ноября 2015    | 3     | 5:00  | Сан-Паулу, Бразилия     |                                               |
| Победа    | 19-1   | Элиас Силвериу         | Технический нокаут (удары)           | UFC Fight Night: Machida vs. Dollaway                               | 20 декабря 2014  | 3     | 4:57  | Баруэри, Бразилия       |                                               |
| Победа    | 18-1   | Родригу Дамм           | Единогласное решение                 | The Ultimate Fighter Brazil 3 Finale: Miocic vs. Maldonado          | 31 мая 2014      | 3     | 5:00  | Сан-Паулу, Бразилия     |                                               |
| Победа    | 17-1   | Тони Мартин            | Единогласное решение                 | UFC 169                                                             | 1 февраля 2014   | 3     | 5:00  | Ньюарк, Нью-Джерси, США | Дебют в UFC.                                  |
| Победа    | 16-1   | Александр Яковлев      | Единогласное решение                 | M-1 Challenge 35                                                    | 15 ноября 2012   | 5     | 5:00  | Санкт-Петербург, Россия | Защитил титул чемпиона M-1 в полусреднем весе |
| Победа    | 15-1   | Ясуби Эномото          | Единогласное решение                 | M-1 Challenge 31                                                    | 16 марта 2012    | 5     | 5:00  | Санкт-Петербург, Россия | Выиграл титул чемпиона M-1 в полусреднем весе |
| Победа    | 14-1   | Аурел Пиртеа           | Единогласное решение                 | WMAC — Finals                                                       | 9 октября 2011   | 2     | 5:00  | Ялта, Россия            |                                               |
| Победа    | 13-1   | Микель Кортес          | Технический нокаут (решение доктора) | WMAC — Semifinals                                                   | 8 октября 2011   | 2     | 5:00  | Ялта, Россия            |                                               |
| Победа    | 12-1   | Юрий Назарец           | Удушающий приём (сзади)              | WMAC — Quarterfinals                                                | 7 октября 2011   | 1     |       | Ялта, Россия            |                                               |
| Победа    | 11-1   | Рафал Мокс             | Технический нокаут (удары)           | M-1 Challenge 23: Guram vs. Grishin                                 | 5 марта 2011     | 1     | 2:05  | Санкт-Петербург, Россия |                                               |
| Победа    | 10-1   | Игор Араужу            | Единогласное решение                 | M-1 Challenge 21: Guram vs. Garner                                  | 28 октября 2010  | 3     | 5:00  | Санкт-Петербург, Россия |                                               |
| Победа    | 9-1    | Дэн Хоуп               | Нокаут (удар)                        | M-1 Global — Sochi Open European Championships                      | 10 июля 2010     | 1     | 0:57  | Сочи, Россия            |                                               |
| Поражение | 8-1    | Магомедрасул Хасбулаев | Раздельное решение                   | M-1 Selection 2010: Eastern Europe Round 2                          | 10 апреля 2010   | 3     | 5:00  | Киев, Украина           |                                               |
| Победа    | 8-0    | Алексей Назаров        | Единогласное решение                 | M-1 Challenge 20: 2009 Finals                                       | 3 декабря 2009   | 3     | 5:00  | Санкт-Петербург, Россия |                                               |
| Победа    | 7-0    | Шамиль Завуров         | Раздельное решение                   | M-1 Challenge: 2009 Selections 9                                    | 11 ноября 2009   | 3     | 5:00  | Санкт-Петербург, Россия |                                               |
| Победа    | 6-0    | Дмитрий Стариков       | Технический нокаут (удары)           | M-1 Challenge: 2009 Selections 7                                    | 3 октября 2009   | 1     | 4:04  | Санкт-Петербург, Россия |                                               |
| Победа    | 5-0    | Магомедрасул Хасбулаев | Единогласное решение                 | M-1 Challenge: 2009 Selections 5                                    | 2 июля 2009      | 3     | 5:00  | Санкт-Петербург, Россия |                                               |
| Победа    | 4-0    | Юсуп Исламов           | Технический нокаут (удары)           | MFT — Battle on the Volga 2                                         | 7 мая 2009       | 1     |       | Волгоград, Россия       |                                               |
| Победа    | 3-0    | Багавдин Гаджимурадов  | Технический нокаут (удары)           | M-1 Challenge: 2009 Selections 1                                    | 13 марта 2009    | 2     | 1:37  | Санкт-Петербург, Россия |                                               |
| Победа    | 2-0    | Валерий Черноусов      | Нокаут (удар)                        | Gladiators 2                                                        | 1 ноября 2008    | 2     | 1:58  | Уфа, Россия             |                                               |
| Победа    | 1-0    | Владимир Владимиров    | Технических нокаут (удары)           | MFU — Mix Fight Ufa                                                 | 12 июня 2008     | 1     | 3:40  | Уфа, Россия             |                                               |